# Orsomarso
Orsomarso är en ort och kommun i provinsen Cosenza i regionen Kalabrien i Italien. Kommunen hade 1 226 invånare (2018).